# 黃宇詩
黃宇詩（英語：Ursule Wong，1976年4月2日—），香港電視節目主持人，是黃霑和華娃的幼女，曾為無綫電視經理人合約女藝員，現為內衣品牌 me, Me & ME 老闆。

## 簡歷
黃宇詩生於香港，乃填詞家黃霑與前歌手華娃的幼女，表姐夫鄧梓峰、表姐施明及表甥李泳漢、李泳豪均為演藝界人士。黃霑於華娃懷有黃宇詩之時，與作家林燕妮發展婚外情，華娃堅持大著肚子離婚，故黃宇詩自出生起便於單親家庭成長。她曾於九龍聖德肋撒英文學校就讀，13歲隨母移居加拿大，畢業於英屬哥倫比亞大學，主修亞洲研究，副修戲劇。1998年回流香港，由藝人汪明荃引薦到內地拍攝電視劇《鏡花緣傳奇》（內地稱為《水月傳奇》），劇集終於2005年在中國大陸的華娛衛視播出。回港後，經無綫電視監製陳家倫介紹，加入無綫電視開始主持工作。偶爾參與劇集演出，於電視劇《再生緣》的演出較為人熟悉。
黃宇詩亦有參演舞台劇，曾演出「演戲家族」製作的《遇上1941的女孩》（2000年）、「春天舞台」的《香江花月夜》（2005年）、「焦媛實驗劇場」的《窺心事》（2007年）、香港話劇團演出的《家庭保衛隊》（2008年），以及近年最為人熟識、由高志森導演的《仙樂飄飄處處聞》（2009年－2010年）；又於演出《窺心事》時，首度以內衣褲公開演出，為演藝作多方面嘗試。2012年，她擔任亞洲電視製作文化節目《與星光同行》的嘉賓主持，與主持高志森拍檔，向觀眾介紹於上世紀50至70年代盛行一時的香港粵語片文化。近年黃宇詩淡出娛樂圈，專注發展內衣事業。

## 個人生活
黃宇詩現任男友是測量公司董事彭慶餘（Peter）。兩人在2011年因修讀人生課程時認識，並在翌年正式交往。

## 演出

### 電影
| 上映年份 | 電影     | 角色   |
| 2022年   | 正義迴廊 | 廖美欣 |
| 2024年   | 爸爸     |        |

## 著作
- 《問.我》，香港：知出版，2008年， ISBN 9789628983025

## 填詞作品
- 原子鏸《只為您》
- 原子鏸《沿途有你》
- 石詠莉《情難控》
- 趙學而《只想再一起》

## 外部連結
- 黃宇詩內衣品牌 me, Me & ME （页面存档备份，存于）
- 黃宇詩的新浪微博
- 黃宇詩的Facebook專頁
- 黃宇詩的Instagram帳戶